# Iveco
Iveco S.p.A. (acronimo di Industria Veicoli Commerciali) è una società italiana, parte del gruppo indiano Tata Motors, specializzata nella produzione di veicoli commerciali.
L'azienda nasce nel 1975 dalla fusione di marchi italiani, francesi e tedeschi.
Progetta e costruisce veicoli commerciali leggeri, medi e pesanti, mezzi cava/cantiere, autobus urbani e interurbani e veicoli speciali per applicazioni quali l'antincendio, le missioni fuoristrada, la difesa e la protezione civile.
Ha impianti produttivi in Europa, Cina, Russia, Australia, Africa, Argentina e Brasile ed è presente in oltre 160 paesi, con circa 5 000 punti vendita e assistenza. La produzione mondiale si aggira intorno ai 150 000 veicoli commerciali l'anno con un fatturato di circa 10 miliardi di euro.

## Storia
Iveco nacque il 1º gennaio 1975 dalla fusione di 5 diversi marchi: Fiat Veicoli Industriali (con sede a Torino, Italia), OM (Italia), Lancia Veicoli Speciali (Italia), Unic (Francia) e Magirus-Deutz (Germania) per impulso dell'ingegnere bresciano Bruno Beccaria, che ne fu anche primo amministratore delegato. Dopo la fusione, la neonata Iveco avviò un processo di razionalizzazione delle gamme di prodotto, degli stabilimenti di produzione e della rete commerciale, pur mantenendo i marchi originali. Negli anni tra il 1975 e il 1979 Iveco sviluppò una gamma composta da 200 modelli base e 600 versioni che variavano dalle 2,7 tonnellate di MTT di un veicolo leggero fino a superare le 40 tonnellate dei veicoli pesanti, oltre ad autobus e motori.

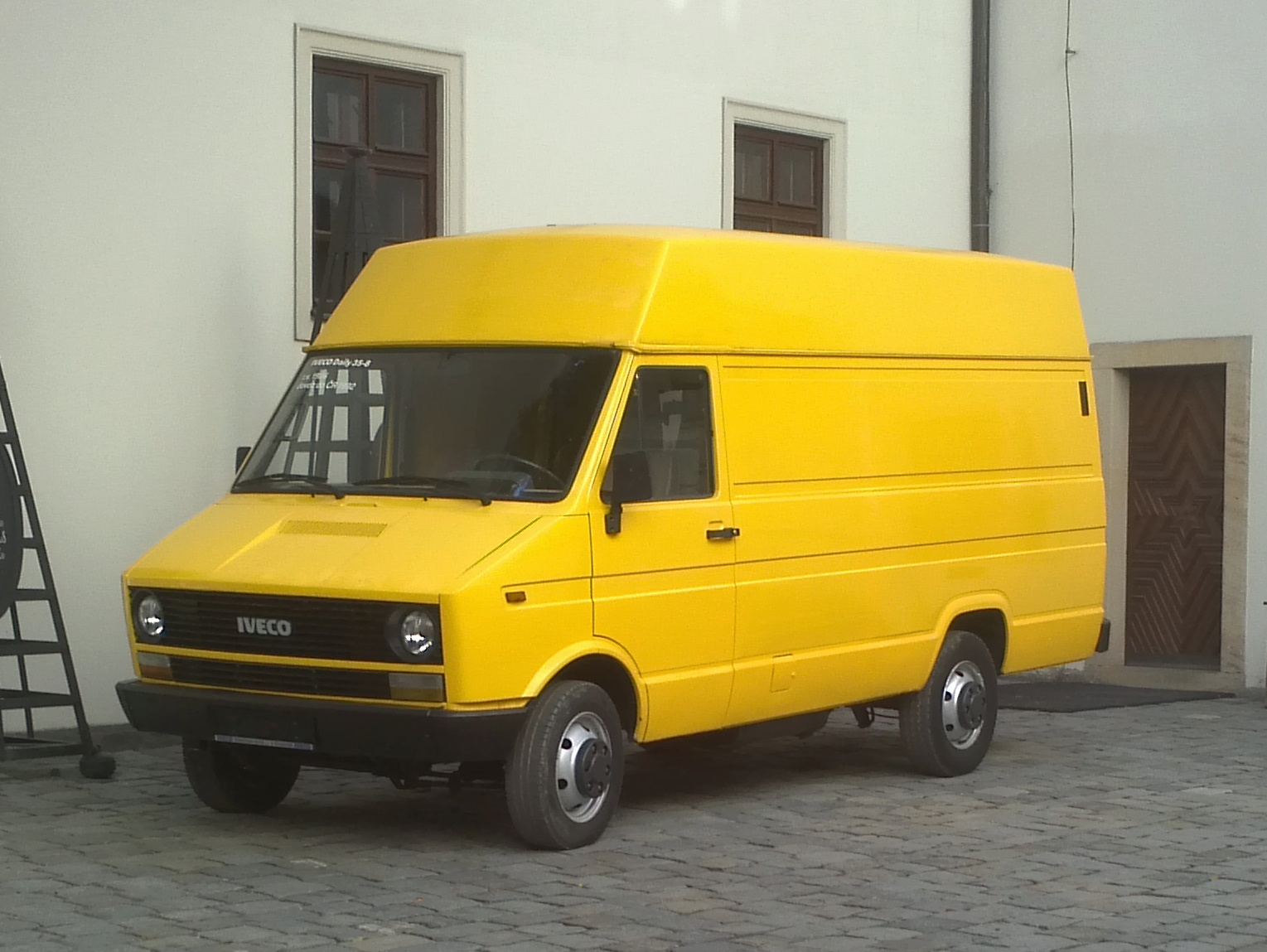
Iveco Daily 35-8

Nel 1978 Iveco lanciò il primo prodotto della gamma dei veicoli leggeri a marchio Iveco, il Daily. L'idea originale voleva essere un piccolo veicolo industriale, con caratteristiche di solidità strutturale e affidabilità Nel 1980, il modello ottenne un notevole successo commerciale e fu prodotto in numerose varianti. In quegli anni, Iveco costruì il primo motore Diesel turbo per veicoli industriali pesanti e creò tre nuove divisioni: motori Diesel, autobus, veicoli antincendio.
Nel 1984 Iveco lanciò il TurboStar, veicolo pesante stradale che diventò il best seller italiano e un importante player sul mercato europeo, raggiungendo la quota di 50.000 unità venduta in 7 anni. Nel 1985 Iveco produsse il primo motore Diesel leggero a iniezione diretta. Nel 1986 venne costituita la Iveco Ford Truck Ltd., una joint venture paritetica con Ford, alla quale furono affidate la produzione e la vendita dei maggiori veicoli della gamma Iveco e gamma Ford Cargo. A metà degli anni ‘80, entrò nel gruppo Iveco la Astra, che produceva mezzi d'opera, veicoli da cantiere e da cava con sede a Piacenza. Nel 1989 venne prodotto il primo motore Diesel con EGR, il sistema per la riduzione delle emissioni inquinanti, adatto per i veicoli commerciali, con cui viene equipaggiato il nuovo Daily lanciato nello stesso anno.

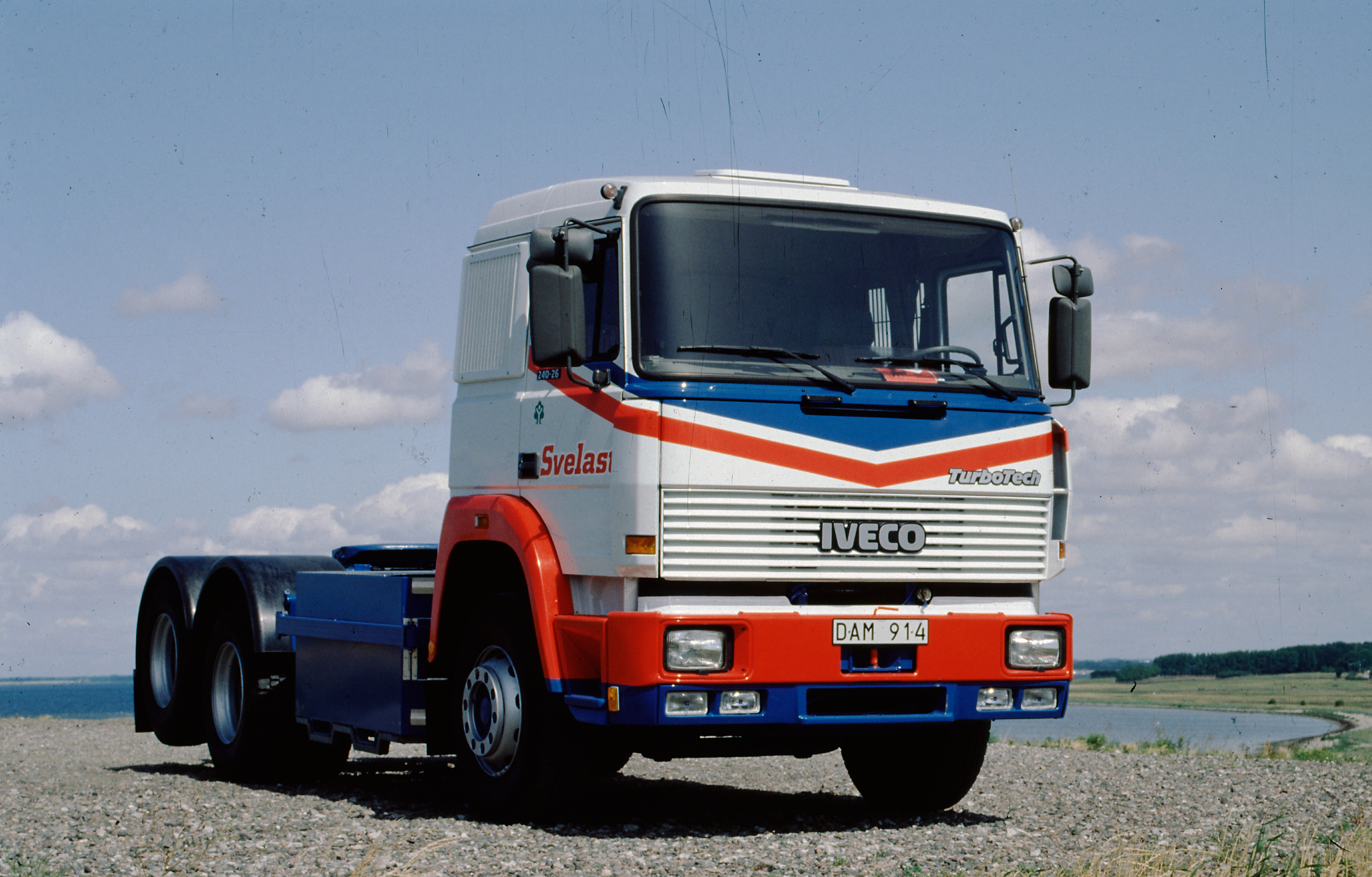
Iveco Turbotech

Negli anni '90 la gamma venne completamente rinnovata con i veicoli EuroCargo, EuroTech, EuroTrakker ed EuroStar. Nel 1992 l'EuroCargo e nel 1993 l'EuroTech vennero nominati “Truck of the Year” e, per la prima volta, questo riconoscimento venne assegnato allo stesso costruttore per due anni consecutivi. Sempre negli anni '90 acquisì il controllo del 60% di Enasa, azienda che dal 1947 produceva i veicoli industriali Pegaso. Nel 1991 venne acquisita l'inglese Seddon Atkinson, azienda che vanta una lunga tradizione nei veicoli speciali per il settore delle costruzioni e per la raccolta dei rifiuti. Nello stesso anno venne inaugurata la prima linea di montaggio del TurboDaily presso gli stabilimenti della Nanjing Motor Corporation in Cina.

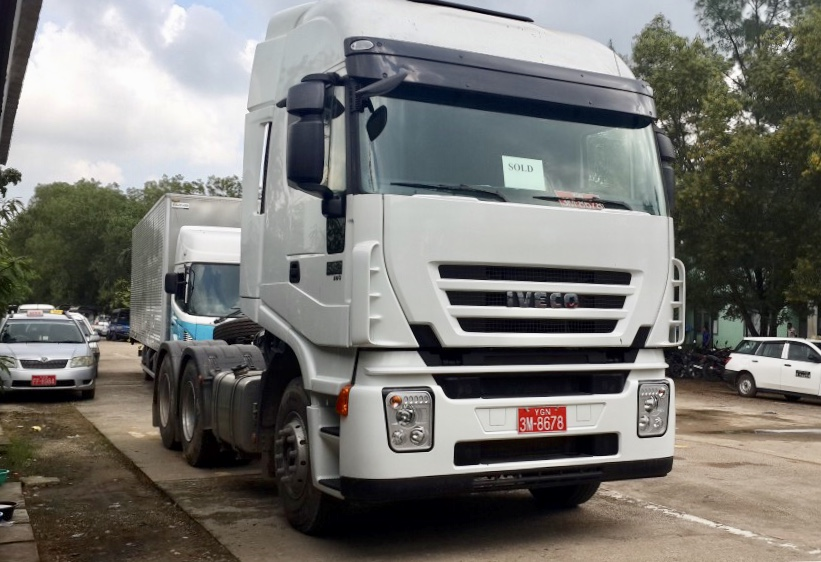
Iveco 682 prodotto dalla joint-venture NAVECO

Nel 1992 Iveco rilevò il principale costruttore di veicoli industriali australiano e costituì la Ital, nominata prima Iveco International Trucks Australia e, nel 2001, Iveco Trucks Australia Limited. Nel 1995 Iveco firmò un accordo con Yuejin Motor Corporation di Nanchino per la costituzione della joint venture Naveco destinata a produrre veicoli leggeri e motori Diesel mentre la divisione veicoli antincendio sottoscrisse un'intesa con il gruppo Sinopec per l'assemblaggio in Cina di veicoli speciali con estintori a schiuma.
Nel 1996 le attività antincendio in Germania vennero strutturate nella società Iveco Magirus Brandschutztechnik GmbH. L'anno successivo le stesse attività furono rafforzate dall'ingresso della società austriaca Löhr, che prese il nome di Löhr Magirus. Lo stabilimento italiano di Foggia raggiunse il traguardo dei 2,5 milioni di motori prodotti in 20 anni, e nel 1999 la produzione dei propulsori Diesel raggiunse il suo massimo storico: 405.000 unità. Nel 1998 venne lanciato il Cursor 8, seguito l'anno successivo dal Cursor 10, il primo motore Diesel con turbina a geometria variabile per veicoli industriali pesanti. Si celebrò anche la ricorrenza del 125º anno di attività dalla presentazione della prima scala Magirus e la consegna della 5.000a autoscala Magirus prodotta dal secondo dopoguerra. Nel 2003 Irisbus, nata come joint-venture con Renault, fu totalmente acquisita da Iveco.
Nel 2004 nacque il marchio Iveco Motors che riunì le attività motoristiche e l'anno successivo, venne incorporato nella neo-nata società Fiat Powertrain Technologies. A fine 2004 divenne operativa l'intesa tra Iveco e la società cinese Saic (Shanghai Automotive Industry Corporation).
Il 1º gennaio 2011 nacque Fiat Industrial che comprendeva le società CNH Global, Iveco e FPT Industrial. Nel mese di settembre dello stesso anno venne inaugurato a Torino il Fiat Industrial Village, un centro polivalente di Fiat Industrial, realizzato per vendere, assistere e presentare i prodotti dei marchi Iveco, New Holland e FPT Industrial Industrial. Il 15 gennaio 2012 Iveco vinse la 33ª edizione del Rally Dakar con il team Petronas De Rooy e con l'olandese Gerard De Rooy, alla guida di un Iveco Powerstar. Alle spalle di De Rooy arrivarono i piloti Stacey e Biasion alla guida di due Iveco Trakker Evolution 2, equipaggiati con un motore FPT Industrial C13, con più di 900 Cv.
Dal 29 settembre 2013 CNH Global N.V. e Fiat Industrial si sono fuse formando CNH Industrial N.V.

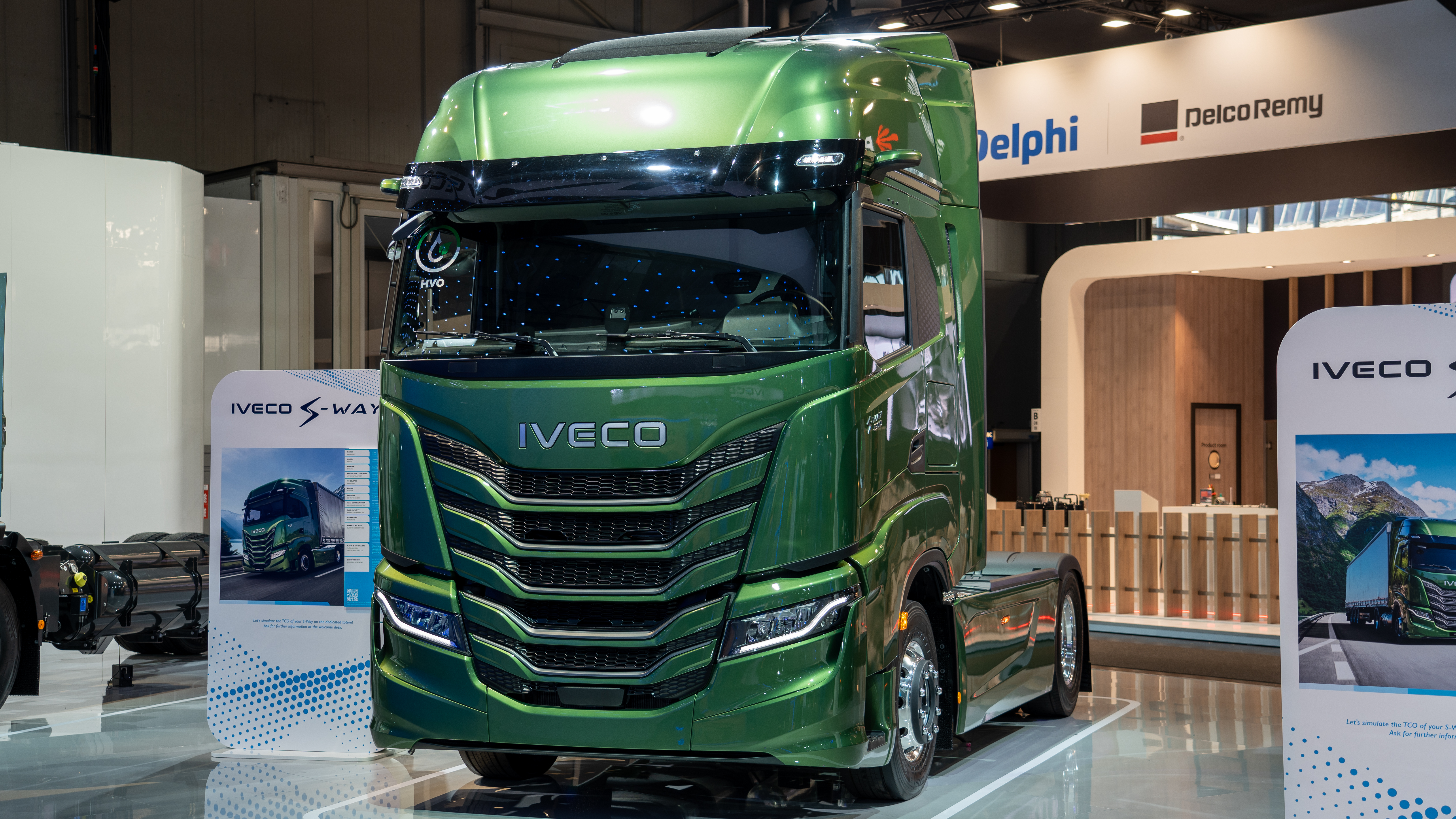
Iveco S-Way

Il 2 luglio 2019 fu presentato a Madrid il nuovo Iveco S-Way con i suoi derivati X-Way (dedicato alla cantieristica leggera) e T-Way (per usi in cava-cantiere), il quale divenne successore del Iveco Stralis. Nel settembre 2019 venne annunciato lo spin-off di Iveco dal gruppo CNH Industrial a partire dal 2021.Nello stesso mese di settembre 2019 fu annunciata la partnership con Nikola Corporation che portò allo sviluppo del Nikola TRE, un veicolo elettrico e ad idrogeno basato sull’Iveco S-Way.
Il 30 settembre 2021 fu annunciata la nascita di Iveco Group NV, con la separazione di tutte le attività di Iveco da quelle di CNH Industrial e l’introduzione del nuovo logo Iveco Group. La scissione da CNH Industrial divenne effettiva il 31 dicembre 2021 e la quotazione in borsa di Iveco Group avvenne il 3 gennaio 2022 con Exor azionista di riferimento che deteneva il 27% delle quote.
Nel 2023 venne lanciato nel mercato cinese l'Iveco Fidato, un furgone basato sul Maxus V70 e realizzato da NAVECO.
Il 13 marzo 2024, Iveco cedette il controllo di Magirus GmbH al fondo di private equity tedesco Mutares. L'operazione si concluse il 3 gennaio 2025. Il 17 settembre, in occasione dell’IAA Transportation di Hannover, fu presentato eMoovy. Un veicolo commerciale leggero completamente elettrico basato sul Hyundai ST1.
Nel luglio 2025 viene lanciato Iveco S-eWay, la versione elettrica del S-Way, oltre ad eJolly ed eSuper Jolly, due furgoni elettrici basati su Fiat Scudo e Fiat Ducato.
Il 30 luglio 2025 l'indiana Tata Motors, del Gruppo Tata, ha acquisito la società per 3,8 mld di euro.

## Siti produttivi e di ricerca e sviluppo
Per altri prodotti vedere Iveco Group (Iveco Bus, Heuliez Bus, IDV, FPT Industrial, Astra)
(Al gennaio 2025)
- Stabilimento di Madrid, ex Pegaso (ENASA), produzione Iveco S-Way e Iveco X-way[42]
- Stabilimento di Valladolid (Spagna), ex Pegaso (ENASA), produzione secondaria di Iveco Daily;[43]
- Stabilimento di Suzzara (Lombardia, Italia), ex Officine Meccaniche, produzione principale (capocommessa) Iveco Daily;[44][45]
- Stabilimento di Brescia (Lombardia, Italia), ex Officine Meccaniche, produzione principale (capocommessa) Iveco Eurocargo;[46]
- Stabilimento di Sete Lagoas (Brasile), produzione di autocarri;
- Stabilimento di Córdoba (Argentina), produzione di autocarri;
- Stabilimenti di Nanjing 1 e 2 (Cina), Nanjing Iveco Motor Company Limited (Naveco) (joint-venture), produzione di autocarri;
- Stabilimento di Chongqing (Cina), Saic-Iveco Hongyan Commercial Vehicle (SIH) (joint-venture), produzione di autocarri;
- Stabilimento di Rosslyn (Gauteng)-Pretoria (Sudafrica), produzione di autocarri e di autobus (dal 2015), joint-venture al 60% con Larimar Group al 40%;[47][48]

## Joint Venture
mercato cinese:
- Naveco, specializzata in veicoli leggeri e medi[49]
- Saic-Iveco Hongyan Commercial Vehicle (SIH), specializzata in veicoli pesanti[50]
- Saic Fiat Powertrain Hongyan (SFH), specializzata in motori e cambi per veicoli pesanti[51]

## Riconoscimenti
| Anno | Paese       | Prodotto                    | PD&Engineering prodotto    | Sito produttivo prodotto | Premio                                                                              |
| ---- | ----------- | --------------------------- | -------------------------- | ------------------------ | ----------------------------------------------------------------------------------- |
| 2015 |             | New Eurocargo               | Torino-Brescia             | Brescia                  | Truck of the Year 2016                                                              |
| 2015 |             | Magelys                     | Annonay                    | Annonay                  | Coach of the Year 2016                                                              |
| 2014 |             | New Daily                   | Torino                     | Suzzara-Valladolid       | Van of the Year 2015                                                                |
| 2013 |             | Stralis Hi-Way              | Ulma-Torino                | Madrid                   | Truck of the Year 2013                                                              |
| 2012 | Spagna      | New Daily                   | Torino                     | Suzzara-Valladolid       | Light Commercial Vehicle of the Year                                                |
| 2012 | Germania    | New Daily                   | Torino                     | Suzzara-Valladolid       | European Transport Sustainability Prize                                             |
| 2011 | Brasile     |                             | Torino                     |                          | “Top Ethanol” technology prize                                                      |
| 2010 | Cina        | Genlyon                     | Torino                     | Chongqing                | Truck of the Year 2010                                                              |
| 2010 | Italia      |                             | Torino                     |                          | “Prize of Prizes” for Innovation                                                    |
| 2009 | Regno Unito | Daily (alimentazione a gas) | Torino                     | Suzzara-Valladolid       | Green Van of the Year 2009 in the alternative fuel category at the Fleet Van Awards |
| 2009 | Brasile     | Tector                      | Torino                     | Sete Lagoas              | Truck of the Year 2010                                                              |
| 2008 | Regno Unito | Daily                       | Torino                     | Suzzara-Valladolid       | Best Light Truck 2008 in the Van Fleet World Honours                                |
| 2007 | Spagna      | Daily                       | Torino                     | Suzzara-Valladolid       | Light Commercial Vehicle of the Year Award                                          |
| 2007 | Regno Unito | Daily                       | Torino                     | Suzzara-Valladolid       | Best Light Truck 2007                                                               |
| 2007 | Italia      |                             | Torino                     |                          | Performance Key Award                                                               |
| 2003 |             | Stralis                     | Ulma-Torino                | Ulma                     | Truck of the Year 2003                                                              |
| 2000 |             | Daily City Truck Range      | Torino                     | Suzzara                  | Van of the Year 2000                                                                |
| 1998 | Australia   | Iveco Powerstar             | Torino                     | Dandenong                | Australian Truck of the Year 1998                                                   |
| 1995 |             | Euroclass HD                | Torino-Valle Ufita-Bologna | Valle Ufita              | International Coach of the Year                                                     |
| 1993 |             | EuroTech                    | Ulma-Torino                | Ulma                     | Truck of the Year                                                                   |
| 1992 |             | Eurocargo                   | Torino-Brescia             | Brescia                  | Truck of the Year                                                                   |

## Loghi

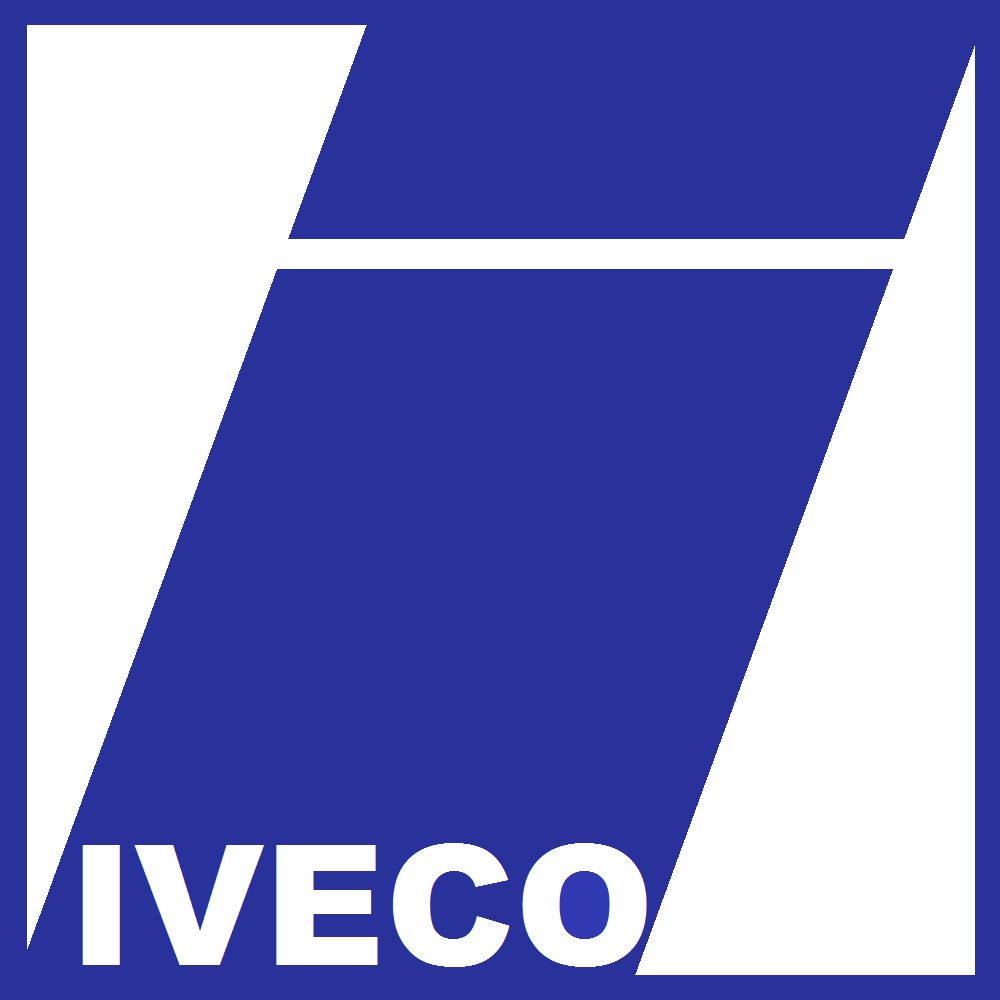
Logo originario in uso dal 1975 al 1977, accostato ai loghi delle società fondatrici OM, FIAT Veicoli Industriali, Magirus-Deutz, UNIC, Lancia Veicoli Industriali
Logo usato dal 1980 al 2022
Logo in uso dal 2023

## Sponsorizzazioni

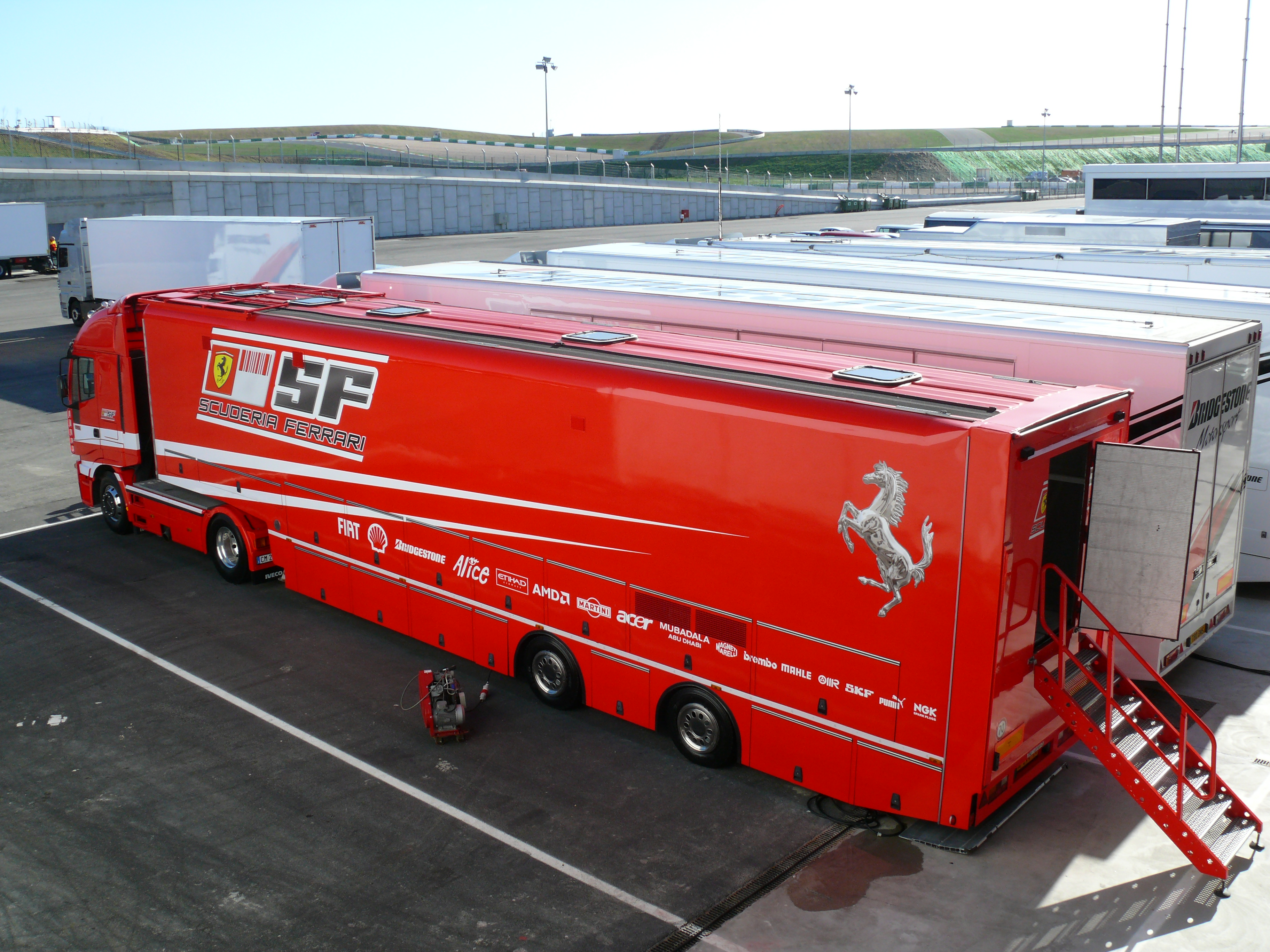

Negli anni '80 la strategia aziendale fu molto attenta alla promozione del proprio marchio e vennero effettuate diverse sponsorizzazioni di eventi sportivi, come le Olimpiadi di Mosca nel 1980, la Coppa Davis nel 1982, le spedizioni di Jaques Cousteau nel bacino dell'Amazzonia nel 1983 e il Raid Pigafetta, in cui il camion Iveco-Fiat 75 PC 4x4 compì per primo il periplo del mondo.
Nel 2006 Iveco fu sponsor delle Olimpiadi di Torino, con una flotta di oltre 1.200 autobus Iveco Irisbus. L'anno successivo Iveco diventò sponsor degli All Blacks, la squadra neozelandese di Rugby. Nel 2009 Iveco cominciò la sponsorizzazione del Moto GP come Trucks and Commercial Vehicle Supplier, che si affiancò a quella storica della Scuderia Ferrari a cui Iveco fornisce i veicoli che trasportano le monoposto in tutte le gare del Campionato Mondiale di Formula 1.